# Jan Gierveld
Jan Gierveld (Wierden, 1 februari 1935 – Almelo, 18 november 2005) was een Nederlands schilder.

## Loopbaan
Gierveld volgde de Academie voor Kunst en Industrie in Enschede waar hij in 1953 afstudeerde in de vrije en toegepaste kunst. Hij kreeg les van onder anderen Johan Haanstra en Aldo van Eyck. Gierveld was bevriend met Gooitzen de Jong, Hans Morselt, Theo Wolvecamp, Barend Voerman, Berry en Janny Brugman. In het begin van zijn loopbaan gaf Gierveld tekenles op verschillende scholen.
Hij maakte lange tijd deel uit van de Belangenvereniging Almelose Kunstenaars. Jan Gierveld richtte in 1979 samen met Leo Vierhout, Henk Rhee, Berry en Janny Brugman en Fred ten Tusscher de groep Indigo op. Hij was mede-initiatiefnemer van Hof 88, het cultureel centrum in Almelo.
Gierveld schilderde en tekende portretten, landschappen en stillevens. Zijn stijl wordt gekenmerkt door expressief kleurgebruik en scherpe lijnvoering. Zijn techniekbeheersing leidden tot ogenschijnlijk eenvoudige tekeningen die toch trefzeker zijn. Zijn werk zag hij als een oefening in kunst.

## Publicaties
- 1992. Jan Gierveld, Kunstenaar in Almelo. Met Saskia Höfgen.
- 2007. Een oefening in kunst, Jan Gierveld 1935 - 2005. Met H.M. Haverkate. Deventer : Thieme Art.